# Pero corda
Pero corda là một loài bướm đêm trong họ Geometridae.